# Katja Ebstein
Katja Ebstein, pseudonimo di Karin Ilse Witkiewicz (Girlachsdorf, 9 marzo 1945), è una cantante e cabarettista tedesca.

## Carriera
Ha pubblicato finora più di 30 album nel campo della musica pop, Schlager, cabaret. Ha raggiunto il successo con brani quali Theater e Es war einmal ein Jäger. È stata sposata con Christian Bruhn, che ha scritto molte delle sue canzoni.
Ha rappresentato la Germania per tre volte all'Eurovision Song Contest: nel 1970 con il brano Wunder gibt es immer wieder (terza classificata), nel 1971 con Diese Welt (terza classificata) e nel 1980, in cui riportò il migliore esito raggiungendo il secondo posto con Theater (It's showtime).
Wunder gibt es immer wieder è stata anche incisa dalla Ebstein in italiano, con il titolo Nella strada del mio cuore, e pubblicata su 45 giri dalla Liberty Records.
Come notato da John Kennedy O'Connor nel suo libro The Eurovision Song Contest - The Official History, Katja Ebstejn è stata l'interprete di maggior successo ad avere preso parte al concorso canoro senza aver mai vinto. È infatti l'unica cantante ad apparire fra i primi tre classificati in tre differenti edizioni.

## I suoi successi
- Wunder gibt es immer wieder (1970)
- Und wenn ein neuer Tag erwacht (1970)
- Diese Welt (1971)
- Ein kleines Lied vom Frieden (1971)
- Inch Allah (1972)
- Der Stern von Mykonos (1973)
- Ein Indiojunge aus Peru (1974)
- Athena (1974)
- Es war einmal ein Jäger (1975)
- Die Hälfte seines Lebens (1975)
- Aus Liebe weint man nicht (1976)
- In Petersburg ist Pferdemarkt (1977)
- Du und ich (1977)
- Wein nicht um mich, Argentinien (1977)
- Weck mich, bevor du gehst (1977)
- Dieser Mann ist ein Mann (1978)
- Es müssen keine Rosen sein (1979)
- Trink mit mir (1979)
- Abschied ist ein bißchen wie sterben (1980)
- Theater (1980)
- Dann heirat' doch dein Büro (1980)
- Traumzeit (1982)